# Collegio elettorale di Bergamo (Senato della Repubblica)
Il collegio di Bergamo fu un collegio elettorale uninominale della Repubblica Italiana appartenente alla Circoscrizione Lombardia; fu utilizzato per eleggere un senatore della Repubblica dalla I alla XIV legislatura, sebbene con forme diverse e sistemi elettorali diversi.

## Storia
Il collegio venne creato nel 1948 secondo la legge n. 29 del 6 febbraio 1948 la quale, pur basandosi sull'impianto proporzionale in vigore per la Camera, rispetto a quest'ultima conteneva alcuni piccoli correttivi in senso maggioritario. Tale legge ebbe il suo definitivo perfezionamento col Testo Unico n. 361 del 1957. Differentemente dalla Camera, la legge elettorale del Senato si articolava su base regionale, seguendo il dettato costituzionale (art.57). Ogni Regione era suddivisa in tanti collegi uninominali quanti erano i seggi ad essa assegnati. All'interno di ciascun collegio, veniva eletto il candidato che avesse raggiunto il quorum del 65% delle preferenze: tale soglia, oggettivamente di difficilissimo conseguimento, tradiva l'impianto proporzionale su cui era concepito anche il sistema elettorale della Camera Alta. Qualora, come normalmente avveniva, nessun candidato avesse conseguito l'elezione, i voti di tutti i candidati venivano raggruppati in liste di partito a livello regionale, dove i seggi venivano allocati utilizzando il metodo D'Hondt delle maggiori medie statistiche e quindi, all'interno di ciascuna lista, venivano dichiarati eletti i candidati con le migliori percentuali di preferenza.
Nel 1993, con la cosiddetta Legge Mattarella (Legge n. 276, Norme per l'elezione del Senato della Repubblica), attuata in seguito al referendum abrogativo del 1993, venne istituito per la Camera dei deputati e per il Senato della Repubblica un sistema di elezione misto, in parte maggioritario e in parte proporzionale. Il 75% dei parlamentari dell'assemblea veniva eletto in collegi uninominali tramite sistema maggioritario a turno unico; il restante 25% al Senato veniva eletto tramite recupero proporzionale dei più votati non eletti attraverso un meccanismo di calcolo denominato "scorporo", cioè sottraendo dal conteggio dei voti totali di una lista nella parte proporzionale i voti ottenuti dai candidati collegati alla medesima lista che erano eletti nei collegi uninominali con il sistema maggioritario.
Il collegio venne abolito insieme a tutti gli altri che costituivano il Senato con la promulgazione della legge elettorale successiva, la cosiddetta Legge Calderoli. Questa prevedeva un sistema proporzionale con premio di maggioranza, che al Senato veniva attribuito a livello regionale.

## 1948-1993

### Territorio
Il collegio di Bergamo era uno dei 31 collegi uninominali in cui era suddivisa la Lombardia; comprendeva i seguenti comuni: Almè Con Villa, Almenno San Bartolomeo, Almenno San Salvatore, Ambivere, Averara, Barzana, Bedulita, Berbenno, Bergamo, Blello, Bracca di Costa Serina, Branzi, Brembilla, Brumano, Camerata Cornello, Capizzone, Caprino Bergamasco, Carona, Cassiglio, Cisano Bergamasco, Corna Imagna, Costa Valle Imagna, Curno, Cusio, Dossena, Foppolo, Fuipiano Valle Imagna, Gerosa, Isola di Fondra, Locatello, Mapello, Mezzoldo, Mozzo, Olmo al Brembo, Oltre il Colle, Ornica, Paladina, Palazzago, Piazzatorre, Piazzolo, Ponte San Pietro, Ponteranica, Pontida, Roncobello, Roncola, Rota d'Imagna, San Giovanni Bianco, San Martino de' Calvi, San Pellegrino Terme, Santa Brigida, Sant'Omobono Imagna, Sedrina, Serina, Sorisole, Strozza, Taleggio, Torre de' Busi, Ubiale Clanezzo, Valbrembo, Valleve, Valsecca, Valtorta, Vedeseta e Zogno.

### Dati elettorali

#### I legislatura
|                               | Cristoforo Pezzini ✔️ Eletto | Democrazia Cristiana                             | 74 967  | 73,61 |  |  |  |  |  |
|                               | Ettore Tulli                 | Fronte Democratico Popolare                      | 11 145  | 10,94 |  |  |  |  |  |
|                               | Enrico Belotti               | Unità Socialista - Partito Repubblicano Italiano | 10 676  | 10,48 |  |  |  |  |  |
|                               | Enrico Battagion             | Blocco Nazionale                                 | 5 049   | 4,96  |  |  |  |  |  |
| Totale                        | Totale                       | Totale                                           | 101 837 | 100   |  |  |  |  |  |
|                               |                              |                                                  |         |       |  |  |  |  |  |
| Voti non validi               | Voti non validi              | Voti non validi                                  | 5 192   | 4,85  |  |  |  |  |  |
| Votanti                       | Votanti                      | Votanti                                          | 107 029 | 89,44 |  |  |  |  |  |
| Elettori                      | Elettori                     | Elettori                                         | 119 670 |       |  |  |  |  |  |
|                               |                              |                                                  |         |       |  |  |  |  |  |
| Data: 18 aprile 1948          |                              |                                                  |         |       |  |  |  |  |  |
| Fonte: Ministero dell'interno |                              |                                                  |         |       |  |  |  |  |  |

#### II legislatura
|                                                                                | Cristoforo Pezzini ✔️ Eletto | Democrazia Cristiana                    | 68 568  | 61,84 |  |  |  |  |  |
|                                                                                | Aristide Piccinini           | Partito Socialista Italiano             | 10 906  | 9,84  |  |  |  |  |  |
|                                                                                | Alessandro Tiraboschi        | Partito Socialista Democratico Italiano | 8 357   | 7,54  |  |  |  |  |  |
|                                                                                | Giovanni Graff               | Partito Comunista Italiano              | 6 829   | 6,16  |  |  |  |  |  |
|                                                                                | Ettore Piccioli              | Movimento Sociale Italiano              | 5 476   | 4,94  |  |  |  |  |  |
|                                                                                | Giovanni Battista Callegari  | Partito Nazionale Monarchico            | 5 175   | 4,67  |  |  |  |  |  |
|                                                                                | Gaspare De Ponti             | Partito Liberale Italiano               | 3 065   | 2,76  |  |  |  |  |  |
|                                                                                | Antonio Greppi               | Unità Popolare                          | 1 378   | 1,24  |  |  |  |  |  |
|                                                                                | Mario Invernicci             | Partito Repubblicano Italiano           | 696     | 0,63  |  |  |  |  |  |
|                                                                                | Giovanni Battista Marconi    | Alleanza Democratica Nazionale          | 423     | 0,38  |  |  |  |  |  |
| Totale                                                                         | Totale                       | Totale                                  | 110 873 | 100   |  |  |  |  |  |
|                                                                                |                              |                                         |         |       |  |  |  |  |  |
| Voti non validi                                                                | Voti non validi              | Voti non validi                         | 4 249   | 3,69  |  |  |  |  |  |
| Votanti                                                                        | Votanti                      | Votanti                                 | 115 122 | 91,43 |  |  |  |  |  |
| Elettori                                                                       | Elettori                     | Elettori                                | 125 917 |       |  |  |  |  |  |
|                                                                                |                              |                                         |         |       |  |  |  |  |  |
| Nota: quorum del 65% non raggiunto; ripartizione dei seggi a livello regionale |                              |                                         |         |       |  |  |  |  |  |
| Data: 7 giugno 1953                                                            |                              |                                         |         |       |  |  |  |  |  |
| Fonte: Ministero dell'interno                                                  |                              |                                         |         |       |  |  |  |  |  |

#### III legislatura
|                                                                                | Cristoforo Pezzini ✔️ Eletto | Democrazia Cristiana                       | 71 495  | 59,66 |  |  |  |  |  |
|                                                                                | Giovanni Masseroni           | Partito Socialista Italiano                | 11 977  | 9,99  |  |  |  |  |  |
|                                                                                | Marco Gerali                 | Partito Comunista Italiano                 | 9 015   | 7,52  |  |  |  |  |  |
|                                                                                | Emilio De Ambrosis           | Partito Socialista Democratico Italiano    | 7 766   | 6,48  |  |  |  |  |  |
|                                                                                | Francantonio Biaggi          | Partito Liberale Italiano                  | 7 004   | 5,84  |  |  |  |  |  |
|                                                                                | Enzo Leoni                   | Movimento Sociale Italiano                 | 5 700   | 4,76  |  |  |  |  |  |
|                                                                                | Francesco Dolci              | Partito Nazionale Monarchico               | 2 993   | 2,50  |  |  |  |  |  |
|                                                                                | Guido Calderoli              | Movimento Autonomista Regionale Piemontese | 1 544   | 1,29  |  |  |  |  |  |
|                                                                                | Giovanni Traini              | Partito Monarchico Popolare                | 1 431   | 1,19  |  |  |  |  |  |
|                                                                                | Bindo Missiroli              | PRI - PR                                   | 909     | 0,76  |  |  |  |  |  |
| Totale                                                                         | Totale                       | Totale                                     | 119 834 | 100   |  |  |  |  |  |
|                                                                                |                              |                                            |         |       |  |  |  |  |  |
| Voti non validi                                                                | Voti non validi              | Voti non validi                            | 4 372   | 3,52  |  |  |  |  |  |
| Votanti                                                                        | Votanti                      | Votanti                                    | 124 206 | 92,18 |  |  |  |  |  |
| Elettori                                                                       | Elettori                     | Elettori                                   | 134 749 |       |  |  |  |  |  |
|                                                                                |                              |                                            |         |       |  |  |  |  |  |
| Nota: quorum del 65% non raggiunto; ripartizione dei seggi a livello regionale |                              |                                            |         |       |  |  |  |  |  |
| Data: 25 maggio 1958                                                           |                              |                                            |         |       |  |  |  |  |  |
| Fonte: Ministero dell'interno                                                  |                              |                                            |         |       |  |  |  |  |  |

#### IV legislatura
|                                                                                | Cristoforo Pezzini ✔️ Eletto | Democrazia Cristiana                    | 71 574  | 55,83 |  |  |  |  |  |
|                                                                                | Giovanni Masseroni           | Partito Socialista Italiano             | 14 884  | 11,61 |  |  |  |  |  |
|                                                                                | G. Riva                      | Partito Liberale Italiano               | 12 905  | 10,07 |  |  |  |  |  |
|                                                                                | C. Mancini                   | Partito Comunista Italiano              | 10 356  | 8,08  |  |  |  |  |  |
|                                                                                | P. Pedroli                   | Partito Socialista Democratico Italiano | 9 984   | 7,79  |  |  |  |  |  |
|                                                                                | E. Piccioli                  | Movimento Sociale Italiano              | 5 935   | 4,63  |  |  |  |  |  |
|                                                                                | Francesco Dolci              | Partito Nazionale Monarchico            | 2 556   | 1,99  |  |  |  |  |  |
| Totale                                                                         | Totale                       | Totale                                  | 128 194 | 100   |  |  |  |  |  |
|                                                                                |                              |                                         |         |       |  |  |  |  |  |
| Voti non validi                                                                | Voti non validi              | Voti non validi                         | 5 022   | 3,77  |  |  |  |  |  |
| Votanti                                                                        | Votanti                      | Votanti                                 | 133 216 | 92,97 |  |  |  |  |  |
| Elettori                                                                       | Elettori                     | Elettori                                | 143 292 |       |  |  |  |  |  |
|                                                                                |                              |                                         |         |       |  |  |  |  |  |
| Nota: quorum del 65% non raggiunto; ripartizione dei seggi a livello regionale |                              |                                         |         |       |  |  |  |  |  |
| Data: 28 aprile 1963                                                           |                              |                                         |         |       |  |  |  |  |  |
| Fonte: Ministero dell'interno                                                  |                              |                                         |         |       |  |  |  |  |  |

#### V legislatura
|                                                                                | Giovanni Zonca ✔️ Eletto | Democrazia Cristiana       | 78 951  | 58,14 |  |  |  |  |  |
|                                                                                | A. Mazzoleni             | PSI-PSDI Unificati         | 20 192  | 14,87 |  |  |  |  |  |
|                                                                                | G. Graff                 | PCI - PSIUP                | 15 757  | 11,60 |  |  |  |  |  |
|                                                                                | F. Biaggi                | Partito Liberale Italiano  | 13 592  | 10,01 |  |  |  |  |  |
|                                                                                | G. Carnazzi              | Movimento Sociale Italiano | 7 296   | 5,37  |  |  |  |  |  |
| Totale                                                                         | Totale                   | Totale                     | 135 788 | 100   |  |  |  |  |  |
|                                                                                |                          |                            |         |       |  |  |  |  |  |
| Voti non validi                                                                | Voti non validi          | Voti non validi            | 6 803   | 4,77  |  |  |  |  |  |
| Votanti                                                                        | Votanti                  | Votanti                    | 142 591 | 94,18 |  |  |  |  |  |
| Elettori                                                                       | Elettori                 | Elettori                   | 151 402 |       |  |  |  |  |  |
|                                                                                |                          |                            |         |       |  |  |  |  |  |
| Nota: quorum del 65% non raggiunto; ripartizione dei seggi a livello regionale |                          |                            |         |       |  |  |  |  |  |
| Data: 19 maggio 1968                                                           |                          |                            |         |       |  |  |  |  |  |
| Fonte: Ministero dell'interno                                                  |                          |                            |         |       |  |  |  |  |  |

#### VI legislatura
|                                                                                | Giovanni Battista Scaglia ✔️ Eletto | Democrazia Cristiana                    | 87 004  | 59,56 |  |  |  |  |  |
|                                                                                | G. Brighenti                        | PCI - PSIUP                             | 15 362  | 10,52 |  |  |  |  |  |
|                                                                                | L. Dasso                            | Partito Socialista Italiano             | 12 625  | 8,64  |  |  |  |  |  |
|                                                                                | G. B. Carnazzi                      | Movimento Sociale Italiano              | 10 017  | 6,86  |  |  |  |  |  |
|                                                                                | G. Riva                             | Partito Liberale Italiano               | 8 639   | 5,91  |  |  |  |  |  |
|                                                                                | V. Guzzoni                          | Partito Socialista Democratico Italiano | 8 520   | 5,83  |  |  |  |  |  |
|                                                                                | P. Passerini Tosi                   | Partito Repubblicano Italiano           | 3 901   | 2,67  |  |  |  |  |  |
| Totale                                                                         | Totale                              | Totale                                  | 146 068 | 100   |  |  |  |  |  |
|                                                                                |                                     |                                         |         |       |  |  |  |  |  |
| Voti non validi                                                                | Voti non validi                     | Voti non validi                         | 5 059   | 3,35  |  |  |  |  |  |
| Votanti                                                                        | Votanti                             | Votanti                                 | 151 127 | 95,25 |  |  |  |  |  |
| Elettori                                                                       | Elettori                            | Elettori                                | 158 658 |       |  |  |  |  |  |
|                                                                                |                                     |                                         |         |       |  |  |  |  |  |
| Nota: quorum del 65% non raggiunto; ripartizione dei seggi a livello regionale |                                     |                                         |         |       |  |  |  |  |  |
| Data: 7 maggio 1972                                                            |                                     |                                         |         |       |  |  |  |  |  |
| Fonte: Ministero dell'interno                                                  |                                     |                                         |         |       |  |  |  |  |  |

#### VII legislatura
|                                                                                | Angelo Castelli ✔️ Eletto | Democrazia Cristiana                    | 90 812  | 59,10 |  |  |  |  |  |
|                                                                                | Gianfranco Calonghi       | Partito Comunista Italiano              | 22 947  | 14,93 |  |  |  |  |  |
|                                                                                | Giuseppe Giupponi         | Partito Socialista Italiano             | 13 361  | 8,69  |  |  |  |  |  |
|                                                                                | Bruno Pastorino           | Movimento Sociale Italiano              | 7 584   | 4,94  |  |  |  |  |  |
|                                                                                | Giuseppe Gentilini        | Partito Socialista Democratico Italiano | 5 495   | 3,58  |  |  |  |  |  |
|                                                                                | Pier Carlo Passerini Tosi | Partito Repubblicano Italiano           | 5 104   | 3,32  |  |  |  |  |  |
|                                                                                | Mario De Cobelli          | Partito Liberale Italiano               | 3 847   | 2,50  |  |  |  |  |  |
|                                                                                | Lidia Brisca              | Democrazia Proletaria                   | 3 110   | 2,02  |  |  |  |  |  |
|                                                                                | —                         | Partito Radicale                        | 1 409   | 0,92  |  |  |  |  |  |
| Totale                                                                         | Totale                    | Totale                                  | 153 669 | 100   |  |  |  |  |  |
|                                                                                |                           |                                         |         |       |  |  |  |  |  |
| Voti non validi                                                                | Voti non validi           | Voti non validi                         | 4 041   | 2,56  |  |  |  |  |  |
| Votanti                                                                        | Votanti                   | Votanti                                 | 157 710 | 94,53 |  |  |  |  |  |
| Elettori                                                                       | Elettori                  | Elettori                                | 166 834 |       |  |  |  |  |  |
|                                                                                |                           |                                         |         |       |  |  |  |  |  |
| Nota: quorum del 65% non raggiunto; ripartizione dei seggi a livello regionale |                           |                                         |         |       |  |  |  |  |  |
| Data: 20 giugno 1976                                                           |                           |                                         |         |       |  |  |  |  |  |
| Fonte: Ministero dell'interno                                                  |                           |                                         |         |       |  |  |  |  |  |

#### VIII legislatura
|                                                                                | Angelo Castelli ✔️ Eletto | Democrazia Cristiana                         | 85 947  | 55,84 |  |  |  |  |  |
|                                                                                | A. Bossi                  | Partito Comunista Italiano                   | 23 587  | 15,32 |  |  |  |  |  |
|                                                                                | L. Marsano Mastropietro   | Partito Socialista Italiano                  | 13 671  | 8,88  |  |  |  |  |  |
|                                                                                | L. Fumagalli              | Movimento Sociale Italiano                   | 6 901   | 4,48  |  |  |  |  |  |
|                                                                                | F. Siebaneck              | Partito Socialista Democratico Italiano      | 6 779   | 4,40  |  |  |  |  |  |
|                                                                                | M. Mangiarotti            | Partito Liberale Italiano                    | 5 456   | 3,54  |  |  |  |  |  |
|                                                                                | P. Passerini Tosi         | Partito Repubblicano Italiano                | 4 735   | 3,08  |  |  |  |  |  |
|                                                                                | A. Faccio                 | Partito Radicale                             | 4 665   | 3,03  |  |  |  |  |  |
|                                                                                | A. Tutino                 | Nuova Sinistra Unita                         | 1 146   | 0,74  |  |  |  |  |  |
|                                                                                | F. Dolci                  | Costituente di Destra - Democrazia Nazionale | 1 025   | 0,67  |  |  |  |  |  |
| Totale                                                                         | Totale                    | Totale                                       | 153 912 | 100   |  |  |  |  |  |
|                                                                                |                           |                                              |         |       |  |  |  |  |  |
| Voti non validi                                                                | Voti non validi           | Voti non validi                              | 6 355   | 3,97  |  |  |  |  |  |
| Votanti                                                                        | Votanti                   | Votanti                                      | 160 267 | 93,25 |  |  |  |  |  |
| Elettori                                                                       | Elettori                  | Elettori                                     | 171 866 |       |  |  |  |  |  |
|                                                                                |                           |                                              |         |       |  |  |  |  |  |
| Nota: quorum del 65% non raggiunto; ripartizione dei seggi a livello regionale |                           |                                              |         |       |  |  |  |  |  |
| Data: 3 giugno 1979                                                            |                           |                                              |         |       |  |  |  |  |  |
| Fonte: Ministero dell'interno                                                  |                           |                                              |         |       |  |  |  |  |  |

#### IX legislatura
|                                                                                | Angelo Castelli ✔️ Eletto | Democrazia Cristiana                    | 73 365  | 49,59 |  |  |  |  |  |
|                                                                                | Roberto Minardi           | Partito Comunista Italiano              | 23 171  | 15,66 |  |  |  |  |  |
|                                                                                | Eugenio Bruni             | Partito Socialista Italiano             | 12 598  | 8,52  |  |  |  |  |  |
|                                                                                | Marco Venier              | Partito Repubblicano Italiano           | 10 933  | 7,39  |  |  |  |  |  |
|                                                                                | Alessandro Minardi        | Movimento Sociale Italiano              | 8 911   | 6,02  |  |  |  |  |  |
|                                                                                | Alberto Ponsero           | Partito Liberale Italiano               | 7 064   | 4,78  |  |  |  |  |  |
|                                                                                | Nestorio Sacchi           | Partito Socialista Democratico Italiano | 4 612   | 3,12  |  |  |  |  |  |
|                                                                                | Adele Faccio              | Partito Radicale                        | 3 034   | 2,05  |  |  |  |  |  |
|                                                                                | Vittorio Bellavite        | Democrazia Proletaria                   | 2 706   | 1,83  |  |  |  |  |  |
|                                                                                | Francesco Spallina        | Partito Cristiano d'Azione Sociale      | 1 266   | 0,86  |  |  |  |  |  |
|                                                                                | Ausilio Felcher           | Lista per Trieste                       | 272     | 0,18  |  |  |  |  |  |
| Totale                                                                         | Totale                    | Totale                                  | 147 932 | 100   |  |  |  |  |  |
|                                                                                |                           |                                         |         |       |  |  |  |  |  |
| Voti non validi                                                                | Voti non validi           | Voti non validi                         | 10 540  | 6,65  |  |  |  |  |  |
| Votanti                                                                        | Votanti                   | Votanti                                 | 158 472 | 90,10 |  |  |  |  |  |
| Elettori                                                                       | Elettori                  | Elettori                                | 175 883 |       |  |  |  |  |  |
|                                                                                |                           |                                         |         |       |  |  |  |  |  |
| Nota: quorum del 65% non raggiunto; ripartizione dei seggi a livello regionale |                           |                                         |         |       |  |  |  |  |  |
| Data: 26 giugno 1983                                                           |                           |                                         |         |       |  |  |  |  |  |
| Fonte: Ministero dell'interno                                                  |                           |                                         |         |       |  |  |  |  |  |

#### X legislatura
|                                                                                | Severino Citaristi ✔️ Eletto | Democrazia Cristiana                    | 74 271  | 46,12 |  |  |  |  |  |
|                                                                                | V. Garbarino                 | Partito Comunista Italiano              | 20 099  | 12,48 |  |  |  |  |  |
|                                                                                | S. Parigi                    | Partito Socialista Italiano             | 19 779  | 12,28 |  |  |  |  |  |
|                                                                                | Umberto Bossi                | Lega Lombarda                           | 10 371  | 6,44  |  |  |  |  |  |
|                                                                                | R. La Mura                   | Movimento Sociale Italiano              | 7 783   | 4,83  |  |  |  |  |  |
|                                                                                | P. Passerini Tosi            | Partito Repubblicano Italiano           | 5 857   | 3,64  |  |  |  |  |  |
|                                                                                | G. Borra                     | Lista Verde                             | 5 426   | 3,37  |  |  |  |  |  |
|                                                                                | A. Quarenghi                 | Partito Liberale Italiano               | 4 575   | 2,84  |  |  |  |  |  |
|                                                                                | G. Fabuzzo                   | Liga Veneta                             | 3 885   | 2,41  |  |  |  |  |  |
|                                                                                | A. Viviani                   | Partito Radicale                        | 3 266   | 2,03  |  |  |  |  |  |
|                                                                                | G. Vertova                   | Democrazia Proletaria                   | 3 016   | 1,87  |  |  |  |  |  |
|                                                                                | A. Galli                     | Partito Socialista Democratico Italiano | 2 412   | 1,50  |  |  |  |  |  |
|                                                                                | G. Pavoni                    | Alleanza Popolare Pensionati            | 287     | 0,18  |  |  |  |  |  |
| Totale                                                                         | Totale                       | Totale                                  | 161 027 | 100   |  |  |  |  |  |
|                                                                                |                              |                                         |         |       |  |  |  |  |  |
| Voti non validi                                                                | Voti non validi              | Voti non validi                         | 7 623   | 4,52  |  |  |  |  |  |
| Votanti                                                                        | Votanti                      | Votanti                                 | 168 650 | 92,41 |  |  |  |  |  |
| Elettori                                                                       | Elettori                     | Elettori                                | 182 499 |       |  |  |  |  |  |
|                                                                                |                              |                                         |         |       |  |  |  |  |  |
| Nota: quorum del 65% non raggiunto; ripartizione dei seggi a livello regionale |                              |                                         |         |       |  |  |  |  |  |
| Data: 14 giugno 1987                                                           |                              |                                         |         |       |  |  |  |  |  |
| Fonte: Ministero dell'interno                                                  |                              |                                         |         |       |  |  |  |  |  |

#### XI legislatura
|                                                                                | Renato Ravasio ✔️ Eletto | Democrazia Cristiana                    | 57 366  | 33,53 |  |  |  |  |  |
|                                                                                | Francesco Speroni        | Lega Lombarda                           | 38 574  | 22,55 |  |  |  |  |  |
|                                                                                | Pia Locatelli            | Partito Socialista Italiano             | 15 104  | 8,83  |  |  |  |  |  |
|                                                                                | Nicola Angelo            | Partito Democratico della Sinistra      | 12 015  | 7,02  |  |  |  |  |  |
|                                                                                | Lucio Parenzan           | Partito Repubblicano Italiano           | 7 816   | 4,57  |  |  |  |  |  |
|                                                                                | Amedeo Amadeo            | Movimento Sociale Italiano              | 6 801   | 3,98  |  |  |  |  |  |
|                                                                                | Roberto Carrara          | Federazione dei Verdi                   | 5 550   | 3,24  |  |  |  |  |  |
|                                                                                | Carlo Leidi              | Partito della Rifondazione Comunista    | 4 980   | 2,91  |  |  |  |  |  |
|                                                                                | Silvio Moretti           | Lega Alpina Lumbarda                    | 4 920   | 2,88  |  |  |  |  |  |
|                                                                                | Francesco Bassi          | Partito Liberale Italiano               | 4 766   | 2,79  |  |  |  |  |  |
|                                                                                | Giuseppe Italia          | Partito Pensionati                      | 2 745   | 1,60  |  |  |  |  |  |
|                                                                                | Maria Monticelli         | Lista Marco Pannella                    | 2 157   | 1,26  |  |  |  |  |  |
|                                                                                | Roberto Bernardelli      | La Lega Casalinghe-Pensionati           | 1 974   | 1,15  |  |  |  |  |  |
|                                                                                | Maria Antonietta Favetti | Lega Lombardia Europea                  | 1 911   | 1,12  |  |  |  |  |  |
|                                                                                | Giancarlo Giraldi        | Sì Referendum                           | 1 266   | 0,74  |  |  |  |  |  |
|                                                                                | Giuseppe Mastrangelo     | Partito Socialista Democratico Italiano | 1 174   | 0,69  |  |  |  |  |  |
|                                                                                | Cesare Macchi            | Alleanza Lombarda Autonomia             | 868     | 0,51  |  |  |  |  |  |
|                                                                                | Enrico Mores             | Caccia Pesca Ambiente                   | 676     | 0,40  |  |  |  |  |  |
|                                                                                | Enrico Buzzetti          | Movimento Fascismo e Libertà            | 213     | 0,12  |  |  |  |  |  |
|                                                                                | Augusto Arizzi           | Federalismo - Pensionati Uomini Vivi    | 199     | 0,12  |  |  |  |  |  |
| Totale                                                                         | Totale                   | Totale                                  | 171 075 | 100   |  |  |  |  |  |
|                                                                                |                          |                                         |         |       |  |  |  |  |  |
| Voti non validi                                                                | Voti non validi          | Voti non validi                         | 7 414   | 4,15  |  |  |  |  |  |
| Votanti                                                                        | Votanti                  | Votanti                                 | 178 489 | 92,19 |  |  |  |  |  |
| Elettori                                                                       | Elettori                 | Elettori                                | 193 612 |       |  |  |  |  |  |
|                                                                                |                          |                                         |         |       |  |  |  |  |  |
| Nota: quorum del 65% non raggiunto; ripartizione dei seggi a livello regionale |                          |                                         |         |       |  |  |  |  |  |
| Data: 5 aprile 1992                                                            |                          |                                         |         |       |  |  |  |  |  |
| Fonte: Ministero dell'interno                                                  |                          |                                         |         |       |  |  |  |  |  |

## 1993-2005

### Territorio
Il collegio di Bergamo era uno dei 31 collegi uninominali in cui era suddivisa la Lombardia; come previsto dal D.Lgs. del 20 dicembre 1993 n. 535, e comprendeva i seguenti comuni: Almè, Azzano San Paolo, Bergamo, Bonate Sopra, Bonate Sotto, Curno, Dalmine, Gorle, Lallio, Mozzo, Orio al Serio, Paladina, Pedrengo, Ponte San Pietro, Ponteranica, Ranica, Scanzorosciate, Seriate, Sorisole, Stezzano, Torre Boldone, Treviolo, Valbrembo e Villa di Serio.

### Eletti
| Elezione | Elezione | Senatore         | Partito                 |
| -------- | -------- | ---------------- | ----------------------- |
|          | 1994     | Livio Caputo     | Polo delle Libertà (FI) |
|          | 1996     | Giancarlo Zilio  | L'Ulivo (PPI)           |
|          | 2001     | Vittorio Pessina | Casa delle Libertà (FI) |

### Dati elettorali

#### XII legislatura
|                               | Livio Caputo ✔️ Eletto   | Polo delle Libertà           | 77 957  | 42,31 |  |  |  |  |  |
|                               | Serio Galeotti           | Patto per l'Italia           | 35 359  | 19,19 |  |  |  |  |  |
|                               | Giuliano Mazzoleni       | Progressisti                 | 32 345  | 17,56 |  |  |  |  |  |
|                               | Claudio Ferrara          | Alleanza Nazionale           | 12 378  | 6,72  |  |  |  |  |  |
|                               | Aldo Rota                | Lega Alpina Lumbarda         | 9 476   | 5,14  |  |  |  |  |  |
|                               | Elisabeth van Rawenstein | Lista Pannella               | 7 195   | 3,91  |  |  |  |  |  |
|                               | Anna Maria Fatuzzo       | Partito Pensionati           | 5 991   | 3,25  |  |  |  |  |  |
|                               | Lina Tolomio             | Lega di Angela Bossi         | 2 363   | 1,28  |  |  |  |  |  |
|                               | Benedetto Valle          | Partito della Legge Naturale | 901     | 0,49  |  |  |  |  |  |
| Totale                        | Totale                   | Totale                       | 184 235 | 100   |  |  |  |  |  |
|                               |                          |                              |         |       |  |  |  |  |  |
| Voti non validi               | Voti non validi          | Voti non validi              | 7 450   | 3,89  |  |  |  |  |  |
| Votanti                       | Votanti                  | Votanti                      | 191 685 | 99,84 |  |  |  |  |  |
| Elettori                      | Elettori                 | Elettori                     | 192 000 |       |  |  |  |  |  |
|                               |                          |                              |         |       |  |  |  |  |  |
| Data: 27-28 marzo 1994        |                          |                              |         |       |  |  |  |  |  |
| Fonte: Ministero dell'interno |                          |                              |         |       |  |  |  |  |  |

#### XIII legislatura
|                               | Giancarlo Zilio ✔️ Eletto | L'Ulivo                                  | 60 422  | 32,65 |  |  |  |  |  |
|                               | Sergio Rossi ✔️ Eletto    | Lega Nord                                | 59 011  | 31,89 |  |  |  |  |  |
|                               | Livio Caputo              | Polo per le Libertà                      | 53 848  | 29,10 |  |  |  |  |  |
|                               | Giancarlo Rovetta         | Lega per l'Autonomia - Alleanza Lombarda | 3 966   | 2,14  |  |  |  |  |  |
|                               | Margareth Dyason Phyllis  | Pannella-Sgarbi                          | 2 931   | 1,58  |  |  |  |  |  |
|                               | Riccardo Lamura           | Movimento Sociale Fiamma Tricolore       | 2 549   | 1,38  |  |  |  |  |  |
|                               | Adriano Poli              | Federazione Liste Civiche                | 1 274   | 0,69  |  |  |  |  |  |
|                               | Italo Ongaro              | Partito Socialista                       | 1 040   | 0,56  |  |  |  |  |  |
| Totale                        | Totale                    | Totale                                   | 185 041 | 100   |  |  |  |  |  |
|                               |                           |                                          |         |       |  |  |  |  |  |
| Voti non validi               | Voti non validi           | Voti non validi                          | 7 423   | 3,86  |  |  |  |  |  |
| Votanti                       | Votanti                   | Votanti                                  | 192 464 | 91,47 |  |  |  |  |  |
| Elettori                      | Elettori                  | Elettori                                 | 210 412 |       |  |  |  |  |  |
|                               |                           |                                          |         |       |  |  |  |  |  |
| Data: 21 aprile 1996          |                           |                                          |         |       |  |  |  |  |  |
| Fonte: Ministero dell'interno |                           |                                          |         |       |  |  |  |  |  |

#### XIV legislatura
|                               | Vittorio Pessina ✔️ Eletto | Casa delle Libertà                       | 76 383  | 40,80 |  |  |  |  |  |
|                               | Giancarlo Zilio            | L'Ulivo                                  | 63 045  | 33,67 |  |  |  |  |  |
|                               | Sergio Gosio               | Lega per l'Autonomia - Alleanza Lombarda | 13 859  | 7,40  |  |  |  |  |  |
|                               | Goffredo Cassader          | Lista Di Pietro                          | 7 480   | 3,99  |  |  |  |  |  |
|                               | Milvo Ferrandi             | Partito della Rifondazione Comunista     | 6 884   | 3,68  |  |  |  |  |  |
|                               | Giorgio Zaccarelli         | Democrazia Europea                       | 4 547   | 2,43  |  |  |  |  |  |
|                               | Agostino Vanoli            | Lista Pannella-Bonino                    | 4 220   | 2,25  |  |  |  |  |  |
|                               | Mario Giannetta            | Partito Pensionati                       | 4 028   | 2,15  |  |  |  |  |  |
|                               | Orfeo Schincariol          | Va' Pensiero Padania                     | 3 610   | 1,93  |  |  |  |  |  |
|                               | Riccardo Micalef           | Movimento Sociale Fiamma Tricolore       | 2 200   | 1,17  |  |  |  |  |  |
|                               | Cesare Carobbio            | Forza Nuova                              | 524     | 0,28  |  |  |  |  |  |
|                               | Giuseppe Angippi           | Partito Liberal Popolare                 | 230     | 0,12  |  |  |  |  |  |
|                               | Maria Granelli             | LIberaldemocratici Basta                 | 215     | 0,11  |  |  |  |  |  |
| Totale                        | Totale                     | Totale                                   | 187 235 | 100   |  |  |  |  |  |
|                               |                            |                                          |         |       |  |  |  |  |  |
| Voti non validi               | Voti non validi            | Voti non validi                          | 7 390   | 3,80  |  |  |  |  |  |
| Votanti                       | Votanti                    | Votanti                                  | 194 625 | 88,08 |  |  |  |  |  |
| Elettori                      | Elettori                   | Elettori                                 | 220 953 |       |  |  |  |  |  |
|                               |                            |                                          |         |       |  |  |  |  |  |
| Data: 13 maggio 2001          |                            |                                          |         |       |  |  |  |  |  |
| Fonte: Ministero dell'interno |                            |                                          |         |       |  |  |  |  |  |